# Huawei E220
Huawei E220 — USB/GSM-модем с поддержкой передачи данных для работы в сотовых сетях стандарта 2G, 3G и 3.5G. Появился в продаже 21 июня 2006 года.
Модемы работают в операционной системе Linux с момента включения их поддержки в ядре 2.6.20, а также в Mac OS X Snow Leopard 10.6.
Большинство модемов поставляется вместе с договором сотовой связи: в России устройства предлагаются операторами Мегафон, МТС, Билайн. Разблокированные модемы продаются рядом независимых поставщиков. Большинство моделей USB-модемов Huawei могут быть разблокированы от привязки к конкретному оператору силами владельца в домашних условиях.
Модель E1550 имеет голосовые функции, которые могут быть недоступны из-за ограничений ПО, поставляемого вместе с устройством. У некоторых программ эти функции становятся доступными после изменения конфигурационного файла, у других такая возможность не реализована. Если ПО умеет работать с голосовыми функциями модема, то с помощью Е1550 становится возможным совершать голосовые вызовы (входящие/исходящие) в сетях GSM.